# 버림받은 자의 일기
버림받은 자의 일기(Tagebuch einer Verlorenen, Diary Of A Lost Girl)는 독일에서 제작된 게오르그 빌헬름 파브스트 감독의 1929년 드라마 영화이다. 루이스 브룩스 등이 주연으로 출연하였고 게오르그 빌헬름 파브스트 등이 제작에 참여하였다.

## 출연

### 주연
- 루이스 브룩스
- 앙드레 로앵

### 조연
- 프릿츠 라습